# NCSM Ville de Québec (K242)
Pour les autres navires du même nom, voir NCSM Ville de Québec.
Le NCSM Ville de Québec était une corvette de la Marine royale canadienne de la classe Flower qui fut utilisée durant la Seconde Guerre mondiale.

## Historique
Le Ville de Québec a été construit par le chantier naval Morton Engineering à Québec du 7 juin au 12 novembre 1941 et mis en service le 24 mai 1942.
La première mission a lieu le 6 juillet 1942 et consistait à escorter des convois entre Boston, New York et Saint-Jean (Terre-Neuve).

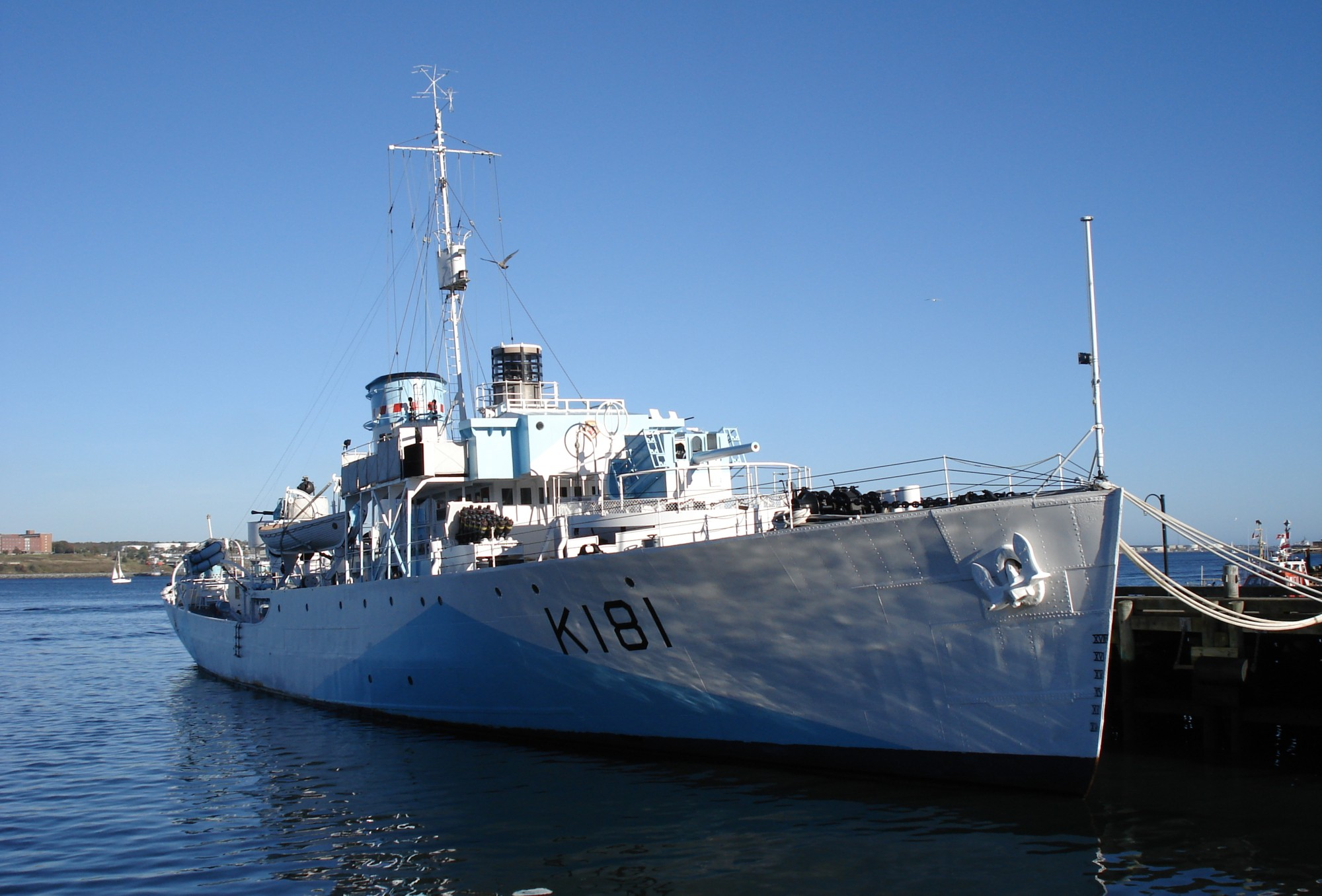
La dernière corvette de la classe Flower, le NCSM Sackville à Halifax

La corvette est ensuite envoyée en Méditerranée afin de participer à l’opération Torch. En chemin, elle récupère des marins provenant de navires coulés par les Allemands qu'elle débarque à Liverpool avant de mettre le cap sur Alger. Elle sert alors d'escorte aux convois entre Gibraltar et l'Afrique du Nord. Le 13 janvier 1943, au large d’Oran, le Ville de Québec engage et coule le sous-marin U-224 en l'éperonnant.
De retour au Canada le 23 avril 1943, le Ville de Québec est affecté à l'escorte de convois entre Québec, Sydney, Goose Bay et Halifax.
Après une mise en cale sèche de janvier à mai 1944 à Liverpool en Nouvelle-Écosse, le navire part en manœuvres aux Bermudes puis, le 20 juin 1944, retrouve le service opérationnel. De nouvelles missions d'escorte dans l'Atlantique lui sont alors confiées jusqu'à la fin de la guerre.
Le Ville de Québec est retiré du service à Sorel, au Québec, le 3 juillet 1945.
Le 4 novembre 1998, lancement d'un timbre canadien en l'honneur des  corvettes de la Marine royale canadienne, et représenté par la corvette NCSM Sackville (K181), la dernière de ce passé historique.